# Krzysztof Gottesman
Krzysztof Tomasz Gottesman (ur. 4 grudnia 1954) – polski dziennikarz i publicysta.
Syn Gustawa Gottesmana, redaktora naczelnego pisma „Literatura”.
Z wykształcenia jest socjologiem.
Karierę dziennikarską zaczynał w „Tygodniku Solidarność”, którego był reporterem. Od 1990 do 2007 roku pracował w „Rzeczpospolitej”, najpierw jako kierownik działu politycznego, następnie jako zastępca kierownika i kierownik działu opinii, potem jako komentator. Od września 2007 do grudnia 2008 był zastępcą dyrektora Programu I Polskiego Radia, gdzie odpowiadał za programy publicystyczne i informacyjne. Prowadzi również blog w serwisie salon24.pl.
Związany także z Collegium Civitas, gdzie prowadzi zajęcia z warsztatu prasowego.
Odznaczony Złotym Krzyżem Zasługi (2011).